# Chikkabyladakere, Hosadurga
Chikkabyladakere là một làng thuộc tehsil Hosadurga, huyện Chitradurga, bang Karnataka, Ấn Độ.